# فابیو مالدونادو
فابیو مالدونادو (انگلیسی: Fábio Maldonado؛ زادهٔ ۱۷ مارس ۱۹۸۰) ورزشکار هنرهای رزمی ترکیبی و بوکسور اهل برزیل است.